# No pares
No pares es una canción del grupo de pop mexicano RBD, y se incluyó en el segundo álbum en vivo de RBD Live in Hollywood. Se incluyeron dos versiones, la versión acústica en vivo editada en directo del concierto en Los Ángeles en el teatro Pantages (Hollywood), y la versión de estudio. Ambas versiones fueron utilizados como sencillos promocionales de radio. Fue interpretado por Dulce María.
Compuesta por mensajes positivos y por la aceptación generalizada, el corte se lanzó como el primer sencillo de RBD Live in Hollywood, producto de aquel recital en el emblemático escenario de Los Ángeles.

## Video musical
No hubo un video oficial de la canción por lo que se utilizó una grabación tomada del DVD Live in Hollywood para promover la canción. 
El video fue editado para promover No pares en los canales de música y colección de corte para la apertura de la novela Rebelde.

## Premios Orgullosamente Latino
| Año  | Categoría      | Nominado | Resultado |
| ---- | -------------- | -------- | --------- |
| 2007 | Canción Latina | No pares | Ganadora  |